# La mia stanza (album)
| Recensione | Giudizio |
| ---------- | -------- |
| Rockol     | 6/10     |

La mia stanza è il secondo album del cantautore marchigiano Naska, pubblicato da Thamsanqa il 5 maggio 2023.

## Descrizione
Anticipato dai singoli Cattiva e a Testa in giù, il disco è composto da dieci tracce prodotte da Renzo Stone, Edlin e Danusk. Ha debuttato all'11º posto della Classifica FIMI Album.
Il 29 settembre 2023 esce un'edizione deluxe dell'album in formato vinile e digitale, contenente due inediti (Tranquillo mai insieme a MadMan e Fine Settembre), la rivisitazione acustica di Mai come gli altri e la rivisitazione elettrica di Cattiva.
Dopo l'uscita della deluxe La mia stanza è tornato in Classifica FIMI Album al 39º posto.

## Tracce
1. a Testa in giù – 2:46 (Andrea Bonomo, Diego Caterbetti, Lorenzo Buso)
2. Mai come gli altri – 2:28 (Andrea Bonomo, Diego Caterbetti, Lorenzo Buso)
3. Non me ne frega un cazzo – 2:37 (Andrea Bonomo, Diego Caterbetti, Lorenzo Buso)
4. a Nessuno – 3:13 (Andrea Bonomo, Andrea Pugliese, Diego Caterbetti, Lorenzo Buso)
5. Pronto Soccorso – 2:33 (Daniele Autore, Diego Caterbetti)
6. Cattiva – 3:18 (Andrea Bonomo, Diego Caterbetti, Lorenzo Buso)
7. Fottuto sabato – 2:40 (Andrea Bonomo, Diego Caterbetti, Lorenzo Buso)
8. Male – 3:23 (Andrea Bonomo, Diego Caterbetti, Lorenzo Buso)
9. Fuori controllo – 2:32 (Daniele Autore, Diego Caterbetti)
10. Wando – 3:32 (Andrea Bonomo, Diego Caterbetti, Lorenzo Buso)

Tracce bonus (edizione deluxe)
1. Tranquillo mai (feat. MadMan) – 2:39 (Daniele Autore, Diego Caterbetti, Pierfrancesco Botrugno)
2. Cattiva (+ Cattiva) – 3:06 (Andrea Bonomo, Diego Caterbetti, Lorenzo Buso)
3. Mai come gli altri (Acoustic) – 2:42 (Andrea Bonomo, Diego Caterbetti, Lorenzo Buso)
4. Fine Settembre – 3:31 (Andrea Bonomo, Diego Caterbetti, Lorenzo Buso)

## Classifiche
| Classifica (2023) | Posizione massima |
| ----------------- | ----------------- |
| Italia            | 11                |